# Rayne (BloodRayne)
Rayne es un personaje ficticio de la serie de videojuegos BloodRayne. Creado por Majesco Entertainment, es la protagonista principal de la serie, que aparece en los juegos y en los medios extendidos, como los cómics y las películas relacionadas con la serie. En inglés es interpretada por Laura Bailey en BloodRayne y BloodRayne 2, y Jessie Seely en BloodRayne: Betrayal; en japonés es interpretada por Romi Park en BloodRayne. Ella fue retratada por Kristanna Loken en la primera película de acción en vivo, y por Natassia Malthe para sus secuelas.

## Apariciones

### En los juegos deBloodRayne
Rayne es una dhampiro serbio-estadounidense, nacida en 1915. Su madre fue violada por su padre vampiro, Kagan. Kagan luego asesinó a toda la familia de su madre para que el único miembro de la familia a quien Rayne pudiera recurrir fuera él. Esta era una política para todos los dhampir que engendró o "creó", posiblemente para que los humanos no se rebelaran y usaran la debilidad vampírica del Sol, el agua y las reliquias sagradas contra ellos. En la década de 1930, pasó su adolescencia tratando de cazar y matar a su padre, para vengar a su familia. Ella llevó una vida de delincuencia juvenil; usando sus poderes vampíricos y su sed de sangre para cazar a su padre y vengar a su madre. Su búsqueda la llevó a Europa, donde asesinó a varios vampiros antes de ser detenida. Ella afirmó que sus víctimas habían sido vampiros, pero las autoridades no le creyeron, pero rápidamente logró escapar de ellos y continuar su caza. Reconociendo su naturaleza dhampir y sus habilidades para cazar vampiros, fue reclutada en la misteriosa Sociedad Brimstone a través de una invitación. La Sociedad Brimstone la envió en misiones para eliminar las amenazas sobrenaturales para el mundo, incluidas las que involucran a vampiros, así como a demonios y depredadores de ápices no naturales. Una de estas misiones requirió que usara sus poderes vampíricos contra los nazis durante la Segunda Guerra Mundial, que estaban a punto de usar artefactos mágicos para revivir al señor demonio Beliar. Rayne también se enteró de un plan para usar parásitos demoníacos llamados 'daemitas' contra los enemigos de los nazis, después de que se los haya probado en prisioneros. El trasfondo de la historia está influenciado por la existencia de varios grupos ocultistas nazis históricamente reales, como la Sociedad Thule.

#### En otros mediosBloodRayne
En la primera película de BloodRayne que salió en 2005, es interpretada por la actriz Kristanna Loken. El escenario y la fecha de la película son diferentes de los videojuegos, en lugar de ser una dhampir estadounidense nacida en el siglo XX, es una dhampir rumana nacida en el siglo XVIII. La historia también es diferente de los videojuegos, ya que se une a la Sociedad Brimstone en la película mientras rastrea a su padre Kagan (interpretado por Sir Ben Kingsley) en la película. También se enamora de Sebastian (interpretado por Matthew Davis), quien también forma parte de la Sociedad Brimstone, antes de morir.
En la secuela de la primera película BloodRayne 2: Deliverance, Rayne es reemplazada por la actriz Natassia Malthe y, al igual que su homólogo de videojuegos, tiene un acento estadounidense. En la película, interpreta a Billy the Kid en el siglo XIX en EE. UU. y es ayudada por Pat Garrett en la ciudad de Deliverance. También conoce a Muller, uno de los miembros actuales de la Sociedad Brimstone en el siglo XIX.
En la secuela de la segunda película BloodRayne 3: La sangre del Reich, Malthe repite su papel. En la película, lucha contra los nazis en Europa durante la Segunda Guerra Mundial, y se encuentra con el director Ekart Brand, un líder nazi cuyo objetivo es inyectar a Adolf Hitler con la sangre de Rayne en un intento de transformarlo en un poderoso dhampiro y alcanzar la inmortalidad. Se une al grupo de la resistencia francesa liderados por Nathaniel (interpretado por Brendan Fletcher) quién se enamora de ella.

#### Otras apariciones
En 2005, Rayne apareció en Infected de Majesco Entertainment como un personaje desbloqueable. Cuando se le preguntó si tenía una historia propia para el título, el productor de Majesco Dean Martinetti dijo que no, y agregó que la protagonista del juego "simplemente sucede" para parecerse al personaje.
Rayne es el primer personaje de videojuego que apareció en Playboy, en la edición estadounidense de octubre de 2004 como parte de un artículo titulado "Gaming Grows Up". También ha aparecido en "Video Mods" de MTV, que un video musical la retrató interpretando la canción de Evanescence "Everybody's Fool". El vicepresidente de marketing de Majesco, Ken Gold, dijo: "Tener a BloodRayne como uno de los principales 'artistas' en el programa 'Video Mods' de MTV2 es un testimonio de su popularidad y atractivo". En 2009, una modelo vestida como Rayne fue uno de varios personajes presentados como parte de un espectáculo Burlesque de "Video Game Girls" en el bar The Bordello en Los Ángeles, como un vínculo con el evento Electronic Entertainment Expo del año. Rayne también aparece en un cameo en la película Ready Player One de 2018.

## Concepción y diseño
El personaje de Rayne se inspiró en un personaje creado por Terminal Reality existente, la dhampiro Svetlana Lupescu, que apareció en su juego Nocturne de 1999. Descrito como inicialmente teniendo una "mirada gótica militante y oscura [...] morena con moños apretados en el pelo y una línea muy severa", el personaje pasó por varios cambios de diseño, con un objetivo activo para hacerla lo más atractiva y distintiva posible para crear una franquicia con un atractivo duradero. Con este fin, trabajaron para darle una apariencia única, confiando no solo en hacer que el personaje fuera sexualmente atractivo, sino también en hacerla destacar a los ojos de las personas, lo que el productor Raymond Holmes logró con sus brazos. Su diseño también tenía la intención de tener una presencia "amenazadora y sexy al mismo tiempo", lo que él sentía la hacía "una protagonista femenina particularmente fuerte con mucha actitud".
La gerente de Majesco, Liz Buckley, dijo en entrevistas que sus diseñadores habían aprendido de los grupos focales que a los niños y jóvenes no solo les gustaban los personajes principales femeninos, sino que les prestaban más atención. Agregó que "inyecta sensualidad" en el diseño del personaje de Rayne, describió su apariencia como "letal erótica" y agregó que no sintió ningún problema al usar el hecho de que Rayne era "inherentemente sexy" para promover el personaje. Se prestó especial atención a los detalles de su rostro, después de señalar que los grupos focales deseaban verlo en comparación con solo ver al personaje por detrás. Buckley continuó diciendo "T&A solo te llevará hasta allí", y agregó que si bien el personaje estaba dirigido a un público objetivo de hombres de diecisiete a treinta y cuatro años, sentía que el personaje también tenía un seguidor femenino debido a que estaba "capacitado para jugar".
Los movimientos del personaje en el juego se animaron a mano para el primer título, y en la secuela se aumentaron con la captura de movimiento para "permitir un movimiento más realista". Agregó que con BloodRayne 2 el modelo de personaje también había sido muy alterado, agregando "aproximadamente mil" más polígonos y usando menos en su cabello para usar más en sus "curvas y línea corporal", así como darle una apariencia más madura. Cuando se le preguntó acerca de las similitudes entre Rayne y otro personaje vampiro femenino Durham Red de la serie cómic 2000 AD, el diseñador de juegos Joe Wampo le declaró que, si bien eran similares, nunca antes habían oído hablar del personaje, y agregó sobre su apariencia similar "Creo que es natural poner una chica vampiro en cuero negro y teñir su cabello de negro o rojo".
Laura Bailey describió proporcionar una actuación de voz para el personaje como "una explosión", aunque agregó que no podía decir que se identificara con el personaje. Bailey declaró que durante las sesiones de actuación de voz, el director ocasionalmente se acercaba a ella con cambios en el guion del juego; Si el diálogo era lo suficientemente desagradable como para hacerla sonrojarse mientras decía las líneas, sintió que el cambio era bueno. Romi Park declaró que la apariencia de Rayne tuvo un gran impacto en ella, citando el cabello rojo de Rayne y su deseo de comprender mejor al personaje. Ella fue más allá al describir su interpretación del personaje como exhibiendo "mucha tristeza" así como "un fuerte sentido de la justicia".

## Promoción y recepción
Electronic Gaming Monthly presentó a Rayne en su especial "Art of Gaming", destacando su popularidad y atractivo; sin embargo, en un artículo posterior denunciaron su aparición en Playboy, afirmando que otras exhibiciones similares dañarían la forma en que el público percibe al personaje. En Video Game Vixens deG4 2005, Rayne fue nominada para "Final más sexy" y galardonado con "Curvas más peligrosas". Ella fue nombrada como uno de los 50 "personajes femeninos más grandes en la historia de los videojuegos" por Tom's Games en 2005, así como las 50 "heroínas más grandes en la historia de los videojuegos" en 2013.
UGO.com la describió como "epítome de un bombón de videojuegos", colocándola en el cuarto lugar de su lista de las 11 "bellezas heroínas de videojuegos" más importantes y elogiando su apariencia y habilidades, más tarde y figura como una de las 50 "bellezas de videojuegos" en el número veinte con sentimientos similares. También ocupó el puesto 11 en la lista de UGO de los "50 mejores vampiros más sexy", que señaló que si bien representaba un aspecto negativo de los videojuegos en 2002, una "heroína escasamente vestida en una aventura en tercera persona gráficamente violenta", su papel en Playboy a pesar de no ser real significaba "hicieron algo bien", y ocupó el octavo lugar en su lista de "los asesinos de vampiros más rudos". GameDaily clasificó a su 12º en su lista de las 50 mejores "chicas más calientes del juego", declarando "[Lo único más sexy que una vampira es [una] que mata a los nazis", también la enumera como una de sus rojas favoritas pelirrojas relacionadas con videojuegos. Complex la ubicó como el 17º personaje más popular de videojuegos en 2012, y Thanh Niên la clasificó como el octavo personaje femenino más sexy en 2015. Varias otras listas la han presentado en un contexto similar, como los de TeamXbox y Spike TV en 2008.